# Уфимцев, Виктор Иванович

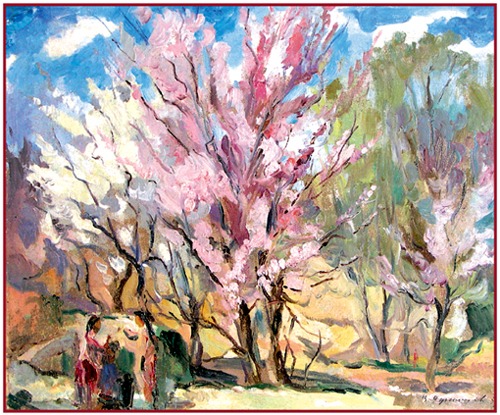
Цветущие деревья, 1929

Виктор Иванович Уфимцев (8 [20] ноября 1899 или 21 ноября 1899, Барневское, Пермская губерния — 31 декабря 1964, Ташкент) — советский  художник. Член Союза художников СССР. Народный художник Узбекской ССР.

## Биография
Виктор Уфимцев родился 8 (20) ноября 1899 года в крестьянской семье в селе Барневском Барневской волости Шадринского уезда Пермской губернии, ныне деревня входит в Шадринский муниципальный округ Курганской области.
В раннем детстве жил в Тобольске, затем — в Таре, куда за участие в Первой русской революции был сослан его отец. 

### Омский период
В 1908 году семья переехала в Омск, жили на Плотниковской улице. В 1910 году поступил в коммерческое училище, которое окончил в 1919 году. В 1916 на его работы обратил внимание учитель рисования А. Ленк, преподававший уроки «правильного рисования» — дотошного отображения действительности.
С 1917 года учился на курсах рисования и живописи при Омском рабочем институте практических знаний, которые вёл Алексей Николаевич Клементьев. В 1919 году после посещения вечера «отца русского футуризма», поэта и художника Давида Бурлюка принял идеи футуризма и прекратил занятия у Клементьева, так как тот, будучи последователем «мирискусников», негативно относился к футуристам.
С 1920 года работал художником в омском клубе Красной Армии. Был членом секции художников при профсоюзе РАБИС (1920). В 1921 году принял участие в плавании по Оби и Иртышу на агитпароходе «III Интернационал», посетил Барнаул, Новониколаевск (ныне Новосибирск) и Томск, где активно общался с местными художниками, обменивался с ними произведениями и посещал музеи (в частности, художественный музей Барнаула, в коллекции которого находилось более двух десятков работ художников-авангардистов первой величины).
В 1921 году стал одним из организаторов и лидером футуристической творческой группы «Червонная тройка» (1921—1923), в которую помимо художников (Н. А. Мамонтов, Б. С. Шабль-Табулевич и др.) входили поэт Л. Н. Мартынов и композитор В. Я. Шебалин. Группой было организовано четыре художественных выставки, об одной из которых художник В. Е. Каменев писал так: «…Открылась, привлекла любопытных и закрылась. Была попытка вызвать диспут, но вышло что-то не динамическое, не дерзновенное и даже не эффектное, а скрипучее, как немазаная телега, влекомая ленивыми и немножко норовистыми быками…».
С 1922 года работал художником в Западно-Сибирском краевом музее. 
В 1923 году совершил поездку в Москву, где познакомился с В. В. Маяковским и В. Э. Мейерхольдом.
В августе 1923 года вместе с Н. А. Мамонтовым отправился в Среднюю Азию, где работал в Самаркандской комиссии по охране памятников старины и искусства. Местные природа и культура произвели на художника сильное впечатление и оказали большое влияние на его творчество. В 1924 году принял участие в экспедиции по изучению памятников архитектуры Бухары, возглавляемой М. Я. Гинзбургом — одним из лидеров конструктивистов.
С сентября 1925 года снова жил в Омске, однако в последующие годы неоднократно возвращался в Среднюю Азию и совершал поездки по Советскому Союзу (Кавказ, Сибирь, Дальний Восток). Некоторое время работал главным художником в Омском городском театре. В 1926—1931 годах был членом общества художников «Новая Сибирь». В 1926 году в Западно-Сибирском краевом музее состоялась выставка художника под названием «Туркестан». 
В 1927 году была вторая поездка в Среднюю Азию. В 1928 году — поездки на Алтай и в Батум (Грузинская ССР). В 1929 — поездка на Дальний Восток.
В 1931 году во время очередной поездки в Среднюю Азию создал серию гуашей «Турксиб», признаваемую искусствоведами одной из вершин его творчества.
В 1933 году приглашен главным художником в Театр им. Хамзы в Ташкенте.

### Среднеазиатский период
В 1934 году семья Уфимцевых переехала в Ташкент, где Виктор участвовал в создании Союза художников Узбекистана, с 1933 член оргкомитета, а с 1939/1940 года председатель Правления Союза художников Узбекистана. В 1934 году была поездка на Аральское море.
В 1935 году жил с семьей в Москве во время гастролей Театра им. Хамзы. Уволился из театра.
В 1936 году он написал свою первую соцреалистическую программную картину «Героическая». Один из основателей историко-революционного жанра в Узбекистане.
В 1938 году работал художником фильма «Азамат» на киностудии «Узбекфильм».
В 1941 году в Самарканде присутствовал при вскрытии гробницы Тамерлана.
В годы Великой Отечественной войны возглавил плакатную мастерскую УзТАГ, созданную из графиков и живописцев Союза художников.
В 1946 году были поездки на Волгу и в Ригу (Латвийская ССР).
В конце 1940-х он возвратился к «живописи по душе», без сюжета и соцреалистических правил создания картин. В основном писал пейзажи и натюрморты.
В 1955 году была поездка в Дом творчества «Академическая дача» под Вышним Волочком.
С 1958 года преподавал в Ташкентском художественном училище.
В 1958—1959 годах выезжал за границу, в Королевство Афганистан. 
В 1960 году были поездки в Фергану и Каракалпакию; путешествие в Тунис через Париж.
В 1961 году путешествовал по Индии.
Виктор Иванович Уфимцев умер 31 декабря 1964 года в Ташкенте.

## Награды
- Орден Трудового Красного Знамени, 18 марта 1959 года
- Орден «Знак Почёта», 6 декабря 1951 года[3].
- Медаль «За трудовое отличие», 1945 год[12]
- Медаль «За доблестный труд в Великой Отечественной войне 1941—1945 гг.», 1945 год
- Народный художник Узбекской ССР, 1944 год[3].

## Память
- В 1964 года в городе Ангрене Ташкентской области открылась художественная галерея им. Уфимцева, которой художник передал в дар коллекцию своих работ. В 1990-х годах музей закрыт, судьба картин неизвестна.
- Архив художника хранится в Музее изобразительных искусств имени Врубеля (Омск)[13].
- Работы художника находятся во многих региональных музеях.

## Семья
- Сестра Лия, художница[14]
- Жена Галина Васильевна, сестра художника Александра Васильевича Николаева (Усто Мумин)
  - Сын Юрий (род. 1925, Бухара)